# Alfred Aho
Alfred Vaino Aho (Timmins, Ontario 9 de agosto de 1941 (83 años) es un informático teórico. Sus ocupaciones incluyen trabajar para los laboratorios Bell y ser profesor de Computación en la Universidad de Columbia.
Se hizo famoso por su creación, el lenguaje de programación AWK (la A viene de Aho), obra que realizó en conjunto con Brian Kernighan y Peter J. Weinberger, además de su coautoría de «Compiladores: Principios, Técnicas y Herramientas» («El libro del dragón») con Ravi Sethi y Jeffrey Ullman. El Doctor Aho ha recibido varios prestigiosos premios, y ha sido premiado por el doctorado de la Universidad de Waterloo y la Universidad de Helsinki en Finlandia.
Él y su colaborador de mucho tiempo, Jeffrey Ullman, recibieron el Premio Turing en 2020, generalmente reconocido como la más alta distinción en ciencias de la computación.

## Algunas publicaciones
- Aho, A. V.; Ullman, J. D. (1972). The Theory of Parsing, Translation, and Compiling (en inglés). Vol.1, Parsing. Prentice Hall. ISBN 0139145567.

- Aho, A. V., ed. (1973). Currents in the Theory of Computing (en inglés). Prentice Hall. ISBN 9780131956513.

- Aho, A. V.; Ullman, J. D. (1973). The Theory of Parsing, Translation, and Compiling (en inglés). Vol.2, Compiling. Prentice Hall. ISBN 9780139145643.

- Aho, A. V.; Hopcroft, J. E.; Ullman, J. D. (1974). The Design and Analysis of Computer Algorithms (en inglés). Prentice Hall. ISBN 0201000237.

- Aho, A. V.; Ullman, J. D. (1977). Principles of Compiler Design (en inglés). Addison-Wesley. ISBN 0201000229.

- Aho, A. V.; Hopcroft, J. E.; Ullman, J. D. (1983). Data Structures and Algorithms (en inglés). Addison-Wesley. ISBN 0201000237.

- Aho, A. V.; Sethi, R.; Ullman, J. D. (1986). Compilers: Principles, Techniques, and Tools (en inglés). Reading MA: Addison-Wesley. ISBN 0201100886.

- Aho, A. V.; Kernighan, B. W.; Weinberger, P. J. (1988). The AWK Programming Language (en inglés). Addison-Wesley. ISBN 9780201079814.

- Aho, A. V.; Ullman, J. D. (1977). Principles of Compiler Design (en inglés). Addison-Wesley. ISBN 0201000229.

- Aho, A. V.; Ullman, J. D. (1992). Foundations of Computer Science (en inglés). W. H. Freeman/Computer Science Press. ISBN 9780716782339.

- Aho, A. V.; Ullman, J. D. (1995). Foundations of Computer Science, C Edition (en inglés). W. H. Freeman/Computer Science Press. ISBN 9780716782841.

- Lam, M. S. (2007). Compilers: Principles, Techniques, and Tools (en inglés) (2ª edición). Addison-Wesley. ISBN 9780321486813.